# Maximilian de Beauharnais, al 3-lea Duce de Leuchtenberg
Maximilian Joseph Eugene Auguste Napoleon de Beauharnais (2 octombrie 1817 – 1 noiembrie 1852), al 3-lea Duce de Leuchtenberg, al 3-lea Prinț de Veneția Prinț Ereditar al Italiei și pretendent la Marele Ducat de Frankfurt a fost soțul Marii Ducese Maria Nicolaevna a Rusiei și văr primar cu împărații Napoleon al III-lea al Franței și Franz Joseph I al Austriei. 

## Copilărie
A fost al foilea fiu al lui Eugène de Beauharnais și al Prințesei Augusta Amalia Ludovika Georgia a Bavariei. Bunicii materni au fost Maximilian I, rege al Bavariei și prima lui soție, Marie Wilhelmine Auguste de Hesse-Darmstadt.
A fost frate cu:
- Auguste de Beauharnais, Duce de Santa Cruz, prinț consort al reginei Maria a II-a a Portugaliei;
- Amélie de Beauharnais, împărăteasă consort a împăratului Pedro I al Braziliei;
- Josephine de Leuchtenberg, regină consort a regelui Oscar I al Suediei.

## Duce de Leuchtenberg
Bunicul matern Maximilian de Bavaria l-a numit pe Eugène de Beauharnais primul Duce de Leuchtenberg la 14 noiembrie 1817. Titlul a venit cu administrarea efectivă a principatului de Eichstätt. Maximilian a fost numit "Prinț de Leuchtenburg" și a devenit al doilea în linie la moștenirea ducatului.
La 21 februarie 1824, tatăl lui a murit și fratele său mai mare a devenit Auguste de Beauharnais, Duce de Leuchtenberg. Fratele său nu avea moștenitori așa că Maximilian a devenit moștenitor prezumptiv.
În cele din urmă Auguste s-a căsătorit cu regina Maria a II-a a Portugaliei însă a murit fără moștenitori la 28 martie 1835. Maximilian a devenit al 3-lea Duce de Leuchtenberg.

## Căsătorie
La 2 iulie 1839, în capela de la Palatul de Iarnă, s-a căsătorit cu Marea Ducesă Maria Nicolaevna a Rusiei. Soția lui era fiica cea mare a țarului Nicolae I al Rusiei și a țarinei Charlotte a Prusiei (Alexandra Feodorovna). Socrul său i-a garantat la 14 iulie 1839 titlul de Alteță Imperială, rang la care avea dreptul ca descendent al dinastiei extinse a lui Napoleon I al Franței. Tatăl său a fost un fiul adoptiv al lui Napoleon.

## Copii
1. Prințesa Alexandra Maximilianovna (1840–1843); a murit în copilărie
2. Prințesa Maria Maximilianovna (1841–1914); s-a căsătorit cu Prințul Wilhelm de Baden (1829–1897), fiul cel mic al Mareleui Duce Leopold de Baden
3. Nicolae Maximilianovich (1843–1891); al 4-lea Duce de Leuchtenberg
4. Prințesa Eugenia Maximilianovna (1845–1925); s-a căsătorit cu Ducele Alexander Petrovici de Oldenburg (1844–1932)
5. Eugen Maximilianovich (1847–1901); al 5-lea Duce de Leuchtenberg, s-a căsătorit cu Daria Opotchinina (1845–1870) și cu Zinaida Skobeleva (1856–1899)
6. Prințul Serghei Maximilianovici (1849–1877); ucis în războiul ruso-turc
7. George Maximilianovici (1852–1912); al 6-lea Duce de Leuchtenberg, s-a căsătorit prima dată cu Ducesa Therese Petrovna de Oldenburg (1852–1883) și a doua oară cu Anastasia de Muntenegru (1868–1935)

Prin fiica sa cea mare, Prințesa Maria Maximilianovna, el a devenit bunicul Prințului Maximilian de Baden (1867–1929), Cancelar al Germaniei în timpul Primului Război Mondial.